# Travunia

Doclea, Zahumlia, Travunia și Pagania în secolul al IX-lea

Travunia (Sârbă: Травунија, Travunija, Greacă: Τερβουνια, Tervounia) a fost o regiune medievală, unitate administrativă și principat ce făcea parte din Serbia Medievală (850-1371).